# Parlamentswahl in Namibia 2019
Die Parlamentswahl in Namibia 2019, das heißt die Wahl zur namibischen Nationalversammlung, fand – zusammen mit der Präsidentschaftswahl – am 27. November 2019 statt.
Die Wahl wurde, wie alle seit der Unabhängigkeitswahl 1989, von der SWAPO gewonnen. Sie musste jedoch erstmals in der Geschichte herbe Verluste hinnehmen und verlor die Zweidrittelmehrheit.
Die Wahl wurde, wie auch schon die im Jahre 2014, mit elektronischen Wahlgeräten (EVM) durchgeführt. Eine entsprechende Klage gegen den Einsatz der EVMs wurde am 25. November 2019 abgewiesen. Die Oppositionspartei Popular Democratic Movement (PDM) hatte zuvor im Januar 2019 gefordert, diese durch Verifizierungsgeräten mit Papierausdruck zu erweitern.
Die teilweise Neubesetzung der Namibischen Wahlkommission fand im Februar 2019 statt. Die Wahl durch Namibier im Ausland, Namibier zur See sowie den am Wahltag eingesetzten Mitgliedern der Polizei, der Armee und des Strafvollzugs fand bereits am 13. November statt. Die Auszählung aller Wählerstimmen sollte binnen zwei Tagen bis 29. November 2019 abgeschlossen sein. Gewählt werden konnte in 4241 Wahllokalen.
Alle Nominierten, d. h. die Parteilisten, wurden bis 18. Oktober 2019 der Wahlkommission gemeldet. Diese wurden im Amtsblatt veröffentlicht. Auf der Liste durften gemäß Artikel 46 der Verfassung Namibias keine Namen von Personen stehen, die im öffentlichen Dienst angestellt waren oder Mitglieder des Nationalrats bzw. der Regional- und Lokalräte waren.

## Ausgangslage
Bei der letzten Wahl im November 2014 hatte die regierende SWAPO erneut eine Zweidrittelmehrheit erreicht, erstmals mit mehr als 80 Prozent der Stimmen. Sie gewann alle bis auf fünf der 121 Wahlkreise im Land.

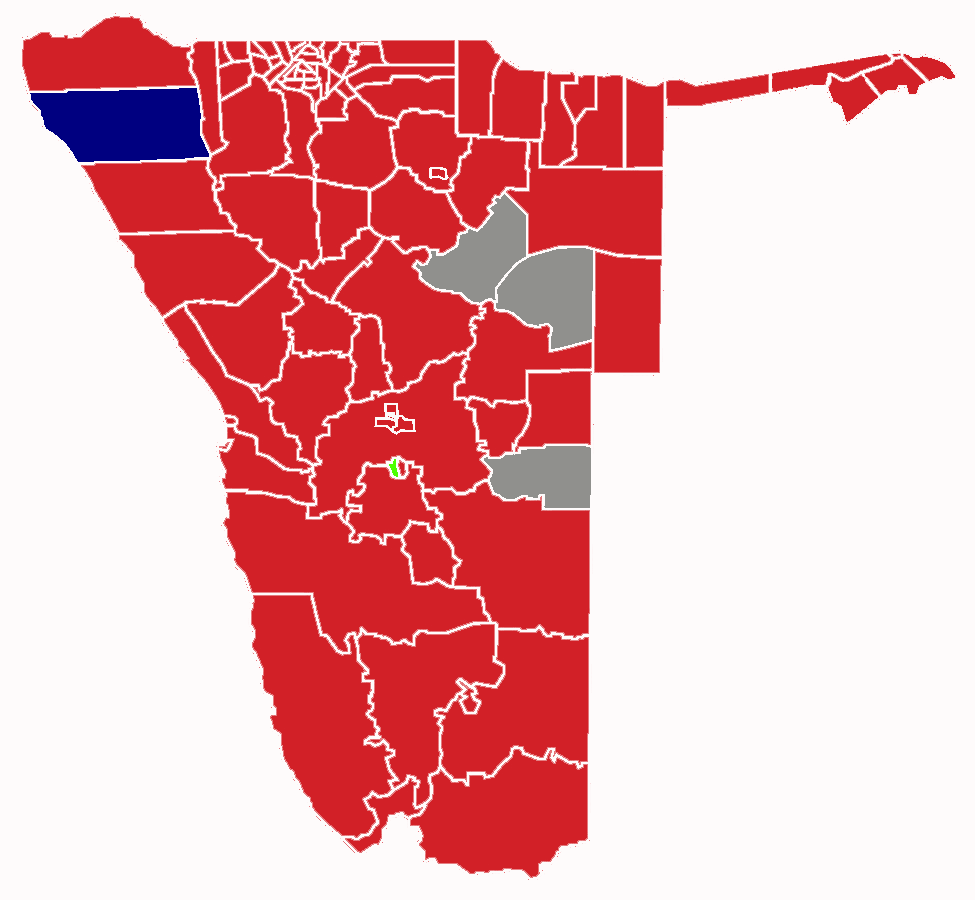
Siegreiche Partei nach Wahlkreisen 2014

| Partei    | Stimmenanteile | Sitze |
| --------- | -------------- | ----- |
| SWAPO     | 80,01 %        | 77    |
| DTA (PDM) | 4,80 %         | 5     |
| RDP       | 3,51 %         | 3     |
| APP       | 2,29 %         | 2     |
| UDF       | 2,12 %         | 2     |
| NUDO      | 2,01 %         | 2     |
| WRP       | 1,49 %         | 2     |
| SWANU     | 0,71 %         | 1     |
| UPM       | 0,71 %         | 1     |
| RP        | 0,68 %         | 1     |

## Wahlen

### Wählerregistrierung
Die nachträgliche Wählerregistrierung fand vom 8. bis 27. Juli statt. 200.000 Menschen registrierten sich neu, so dass das Wahlregister im Juli 2019 knapp 1,2 Millionen Namibier umfasste. Am 3. November 2019 wurde das endgültige Wählerregister vorgestellt. Es umfasst 1.358.468 Personen, wovon 717.809 Frauen waren. Mit 257.559 waren die meisten in der Region Khomas registriert, am wenigsten mit 44.502 in der Region Omaheke.

### Parteien
Die seit der Unabhängigkeit regierende SWAPO ging auch 2019 als klarer Favorit in die Wahlen. Größere Chancen auf eine signifikante Stimmenanzahl wurden laut Politikexperten lediglich dem Popular Democratic Movement (PDM; ehemals DTA of Namibia) und dem neuen Landless People’s Movement (LPM) eingeräumt. Es war im Vorfeld dennoch von der engsten Wahl in der Geschichte des Landes die Rede.
Am 18. Oktober 2019 bestätigte die Wahlkommission die Teilnahme von 16 Parteien an der Wahl. Es handelte sich um alle Parteien der Wahl 2014, abzüglich der Monitor Action Group und der Democratic Party of Namibia und zuzüglich des Landless People’s Movement und der National Patriotic Front.
PDM/UPM
Die offizielle Oppositionspartei Popular Democratic Movement (PDM) kündigte im September 2019 ein Wahlbündnis mit dem United People’s Movement (UPM) für die anstehenden Wahlen an. Sie sollten als PDM-UPM antreten, werden aber im offiziellen Register als PDM geführt.
RDP/CDV
Die Rally for Democracy and Progress und die Christian Democratic Voice Party gaben Anfang September 2019 ein Wahlbündnis für die anstehenden Wahlen bekannt.
SWANU
Die SWANU of Namibia gab Anfang November als Wahlziel fünf Abgeordnetensitze aus. Dies wäre eine deutliche Erhöhung gegenüber dem einen Sitz in der Legislaturperiode 2015–2020.
UDF
Die United Democratic Front of Namibia hatte das Ziel, bei der Wahl 15 Parlamentssitze und damit das mehr als Siebenfache der bisherigen Abgeordnetenzahl zu erreichen.

### Wahlablauf
Der Wahltag verlief insgesamt sehr friedlich. Die Polizei musste nur in wenigen Umständen eingreifen, unter anderem als Wähler ihren Unmut über lange Wartezeiten Ausdruck verleihen wollten. Die Wahlkommission gestand am Wahlabend administrative, logistische und technische Probleme ein. Diese haben aber den Wahlablauf zu keiner Zeit entscheidend beeinflusst. Wahllokale waren teilweise bis in den frühen Morgen geöffnet. Alle Personen durften ihre Stimme abgeben, die zur offiziellen Schließzeit um 21 Uhr anstanden.
Die Auszählung der Stimmen verlief, trotz Einsatzes der elektronischen Wahlgeräte, extrem langsam und undurchsichtig. So waren nach 38 Stunden weniger als 50 Prozent der abgegebenen Stimmen ausgezählt worden. Erste Vorwürfe des Wahlbetruges wurden am 29. November von der LPM erhoben.
Am 29. November gab die Wahlkommission bekannt, dass das Endergebnis aufgrund anhaltender technischer Probleme nicht binnen 48 Stunden veröffentlicht werden könne. Das amtliche Endergebnis wurde am Abend des 30. November 2019 bekanntgegeben. Oppositionsparteien kündigten umgehend ein rechtliches Vorgehen wegen Wahlbetruges an.

### Wahlergebnis

Siegreiche Partei nach Wahlkreisen 2019

- NEFF: 2
- LPM: 4
- SWANU: 1
- SWAPO: 63
- APP: 2
- RDP: 1
- UDF: 2
- NUDO: 2
- CDV: 1
- PDM: 16
- RP: 2
- Ernannte: 8

| Partei                                            | Abkürzung | Aufgestellte Kandidaten | Stimmen | Stimmenanteile | Veränderung zu 2014 | Sitze | Veränderung zu 2014 |
| ------------------------------------------------- | --------- | ----------------------- | ------- | -------------- | ------------------- | ----- | ------------------- |
| SWAPO                                             | SWAPO     | 96                      | 536.861 | 65,45 %        | −14,65 ▼            | 63    | −14 ▼               |
| Popular Democratic Movement                       | PDM       | 58                      | 136.576 | 16,65 %        | +11,85 ▲            | 16    | +11 ▲               |
| Landless People’s Movement                        | LPM       | 68                      | 38.956  | 04,75 %        | neu                 | 4     | neu                 |
| National Unity Democratic Organisation of Namibia | NUDO      | 96                      | 16.066  | 01,96 %        | −0,05 ▼             | 2     | ±0 ▬                |
| All People’s Party                                | APP       | 71                      | 14.644  | 01,79 %        | −0,50 ▼             | 2     | ±0 ▬                |
| United Democratic Front of Namibia                | UDF       | 95                      | 14.644  | 01,79 %        | −0,42 ▼             | 2     | ±0 ▬                |
| Republican Party of Namibia                       | RP        | 58                      | 14.546  | 01,77 %        | +1,10 ▲             | 2     | +1 ▲                |
| Namibian Economic Freedom Fighters                | NEFF      | 69                      | 13.580  | 01,66 %        | +1,30 ▲             | 2     | +2 ▲                |
| Rally for Democracy and Progress                  | RDP       | 64                      | 8.953   | 01,09 %        | −2,42 ▼             | 1     | −2 ▼                |
| Christian Democratic Voice Party                  | CDV       | 33                      | 5.841   | 00,71 %        | +0,42 ▲             | 1     | +1 ▲                |
| SWANU of Namibia                                  | SWANU     | 80                      | 5.330   | 00,65 %        | −0,06 ▼             | 1     | ±0 ▬                |
|                                                   |           |                         |         |                |                     |       |                     |
| Congress of Democrats                             | COD       | 44                      | 4.664   | 00,57 %        | +0,19 ▲             | 0     | ±0 ▬                |
| National Democratic Party of Namibia              | NDP       | 84                      | 4.559   | 00,56 %        | +0,40 ▲             | 0     | ±0 ▬                |
| Workers Revolutionary Party                       | WRP       | 73                      | 3.212   | 00,39 %        | −1,10 ▼             | 0     | −2 ▼                |
| National Patriotic Front                          | NPF       | 70                      | 1.785   | 00,22 %        | neu                 | 0     | neu                 |
|                                                   |           |                         |         |                |                     |       |                     |
| Gesamtsitze                                       | –         | –                       | –       | –              | –                   | 96    | –                   |
| durch Präsidenten ernannt                         | –         | –                       | –       | –              | –                   | 8     | –                   |
| Insgesamt (Wahlbeteiligung 60,4 %)                | –         | –                       | 820.227 | –              | –                   | 104   | –                   |
| Endstand 30. November 2019                        |           |                         |         |                |                     |       |                     |

### Nachbetrachtung
Die gemeinsame Wahlbeobachtermission der Entwicklungsgemeinschaft des südlichen Afrika (SADC) und der Afrikanischen Union (AU) veröffentlichte am 29. November 2019 ihren vorläufigen Bericht. Demnach waren die Wahlen friedlich.